# Tiriel
Tiriel est une série de bande dessinée de science-fiction créée par les Français Jean-Pierre Dionnet, alors jeune scénariste n'ayant encore réalisé aucune œuvre d'envergure, et Raymond Poïvet, dessinateur confirmé qui avait jusque-là surtout travaillé pour la presse enfantine. Publiée dans le mensuel Lucky Luke en 1974, elle a été reprise en album l'année suivante par Nathan. La suite, publiée dans Métal hurlant en 1982-1983, est restée inachevée et n'a pas été reprise en album.
Tiriel, un jeune homme blond vivant sur terre au début des années 1970, se retrouve malgré lui au cœur du combat mené sur la planète Tirzah par ses habitants pacifiques lassés d'Éno, leur mauvaise reine.

## Publications

### Périodiques
- Tiriel, dans Lucky Luke no 5, 7 et 9, 34 pages, 1974[2].
- Tiriel : Retour à Golgondoza, dans Métal hurlant no 79 à 82, 1982-1983[3]. Inachevé[1].

### Albums
- Tiriel : Héritier d'un monde, Nathan, 1975. 
  - Les Humanoïdes associés, coll. « Métal hurlant », 1982.  (ISBN 2731601647)